# Tro-Bro Léon 2022
38. ročník jednodenního cyklistického závodu Tro-Bro Léon se konal 15. května 2022 ve francouzském regionu Bretaň. Vítězem se stal Francouz Hugo Hofstetter z týmu Arkéa–Samsic. Na druhém a třetím místě se umístili Ital Luca Mozzato (B&B Hotels–KTM) a Brit Connor Swift (Arkéa–Samsic). Závod byl součástí UCI ProSeries 2022 na úrovni 1.Pro.

## Týmy
Závodu se zúčastnilo 6 z 18 UCI WorldTeamů, 10 UCI ProTeamů a 6 UCI Continental týmů. Každý tým přijel se sedmi závodníky kromě týmů Groupama–FDJ a Caja Rural–Seguros RGA s šesti jezdci. 2 závodníci neodstartovali, na start se tak postavilo 150 jezdců. Do cíle v Lannilisu dojelo 84 z nich.
UCI WorldTeamy
- AG2R Citroën Team
- Cofidis
- Groupama–FDJ
- Intermarché–Wanty–Gobert Matériaux
- Lotto–Soudal
- UAE Team Emirates

UCI ProTeamy
- Arkéa–Samsic
- B&B Hotels–KTM
- Bingoal Pauwels Sauces WB
- Burgos BH
- Caja Rural–Seguros RGA
- Equipo Kern Pharma
- Euskaltel–Euskadi
- Human Powered Health
- Team TotalEnergies
- Uno-X Pro Cycling Team

UCI Continental týmy
- St. Michel–Auber93
- Bike Aid
- Go Sport–Roubaix–Lille Métropole
- Nice Métropole Côte d'Azur
- Premier Tech U-23 Cycling Project
- Team U Nantes Atlantique

## Výsledky
| Pořadí | Jezdec                   | Tým                | Čas        |
| ------ | ------------------------ | ------------------ | ---------- |
| 1      | Hugo Hofstetter (FRA)    | Arkéa–Samsic       | 5h 07' 15" |
| 2      | Luca Mozzato (ITA)       | B&B Hotels–KTM     | + 0"       |
| 3      | Connor Swift (GBR)       | Arkéa–Samsic       | + 9"       |
| 4      | Arnaud De Lie (BEL)      | Lotto–Soudal       | + 30"      |
| 5      | Samuel Watson (GBR)      | Groupama–FDJ       | + 30"      |
| 6      | Matis Louvel (FRA)       | Arkéa–Samsic       | + 30"      |
| 7      | Laurent Pichon (FRA)     | Arkéa–Samsic       | + 30"      |
| 8      | Morné van Niekerk (RSA)  | St. Michel–Auber93 | + 30"      |
| 9      | Stan Dewulf (BEL)        | AG2R Citroën Team  | + 30"      |
| 10     | Matthieu Ladagnous (FRA) | Groupama–FDJ       | + 33"      |